# Kis Hajni
Kis Hajni (Orosháza, 1990. augusztus 27. –) Junior Prima-díjas magyar filmrendező, forgatókönyvíró.

## Életpályája
Budapesten nőtt fel. A Hunfalvy János Gimnáziumban érettségizett, fél évig járt az Újszínház Stúdiójába. A Pázmány Péter Katolikus Egyetemen filmelméletet és filozófiát tanult. 2013-2018 között a Színház- és Filmművészeti Egyetem Film- és televíziórendező szakán tanult, Miklauzic Bence és Salamon András osztályában. 2016-ban készített Szép alak (Beautiful Figure) című kisjátékfilmjét a legjobb idegen nyelvű narratív film kategóriában diák-Oscar-díjra (Student Academy Awards) jelölték, így 25 év után Magyarország újra a jelöltek közé kerülhetett. A film azóta számtalan díjat nyert és több mint száz fesztiválra kapott meghívást szerte a világban. 2018-ban készült el diplomafilmje ‘Last Call’ címen, melynek nemzetközi premierjére a rangos Szarajevó Filmfesztiválon került sor, ahonnan a legjobb filmnek járó díjat hozhatta el a mezőnyében. A film azóta szintén körbe utazta a világot, és jelentős elismeréseket szerzett. Többek között elnyerte a magyar Filmkritikusok díjátadóján a SIMÓ-díjat, valamint a Friss Hús Nemzetközi Rövidfilmfesztiválon a Legjobb Magyar Élőszereplős – Kisjátékfilm díját is. A filmet az ARTE és az HBO is a műsorára tűzte.
2020 őszén fejezte be a Nemzeti Filmintézet – Inkubátor program keretén belül készített első nagyjatékfilmjét ‘Külön Falka’ (Wild Roots) címen, mely a Karlovy Vary-i Nemzetközi Filmfesztiválon – “Works in Progress” versenyen belül fődíjat kapott. A film világpremierje 2021-ben a Karlovy Vary-i Nemzetközi Filmfesztivál – East of the West szekciójában volt megtartva, ezután ősszel került hazai moziforgalmazásba. A Külön Falka a legjobb első rendezés, a legjobb forgatókönyv díjak mellett, az év legjobb magyar fikciós filmnek járó díját is megkapta a Magyar Mozgókép Filmfesztiválon. A filmet azóta közel 20 országban adták el, és eddig összesen 16 díjat nyert szerte a világban. A Külön Falka többek között az HBO MAX és a Cinego.hu műsorán is elérhető.
Hajni 2020-ban eddigi teljesítményéért Junior Príma-díjat vehetett át. 2021 őszén, új filmtervét, 'Ich bin Marika' munkacímen beválogatták a Nipkow programba Berlinben. 2022-ben a Magyar Művészeti Akadémia ösztöndíjasa lett  film és – fotóművészet kategóriában. 'Ich bin Marika' c. filmtervét beválogatták a rangos The Sam Spiegel International Film Lab 2023-as programjába Jeruzsálembe.
Hajni 2020 óta folyamatosan dolgozik előadóként és dráma tanárként a Nemes Nagy Ágnes Művészeti Szakgimnázium Felnőtt Színész Képzésén.

## Rendezői munkássága
- 2021: Külön Falka ‘97
- 2018: Last Call ‘27
- 2016: Szép Alak ‘16
- 2014: 2.em ‘20
- 2013: Még Szebbek ‘7

## Díjak és elismerések
- Junior Prima-díj (2020)
- Magyar Filmkritikusok Díja, legjobb elsőfilm (2022)

Külön Falka – 2021 (világforgalmazó – M-Appeal):
- Karlovy Vary International Film Festival – „Work in Progress“ – Main Award
- Karlovy Vary International Film Festival 2021 – East Of The West competition – World Premier
- Cairo International Film Festival Critics’ Week Competition – Fathy Farag Special Jury Award for Best Artistic Contribution
- Riviera IFF Main Competition (Opening Film) – Main Award – Best Feature Film, Audience Award, Best Actor (Dietz Gusztáv)
- Hungarian Film Awards – Motion Picture Awards 2022,  Best First Feature Film, Best Screenplay (shared with: Szántó Fanni)
- MÚOSZ Hungarian Film Critics Prize – Best First Feature Award, Best Main Actor Award
- Art Cinema Association Award – Main Award 2022
- 26th European Film Festival Bucharest- Audience Award, Main Actor Award (Dietz Gusztáv)
- Vukovar IFF- Golden Barge for Best Film
- Bosphorus IFF – Best Actor Award (Dietz Gusztáv)
- 17th CineFest Miskolc International Film festival – Audience Award
- Central European FF 2021- Special Prize of the Jury
- 3Kino Fest 2021 – Special Jury Prize

Last call – 2018 (világforgalmazó – Premium Films):
- Sarajevo Film Festival – Heart of Sarajevo díj a legjobb diákfilmnek
- Trieste Film Festival – Legjobb kisjátékfilm
- Lublin Film Festival – Legjobb kisjátékfilm  és Golden Anteater-díj
- Tetouan Film Festival – Zsűri díja
- European Film Festival of Lille – Legjobb színésznő (Zsurzs Kati)
- European Short Film Festival of Villeurbanne – Legjobb színésznő (Zsurzs Kati)
- International Festival of Film Schools Competition – Legjobb kisjátékfilm
- München Student Film Festival – Legjobb kisjátékfilm
- Friss Hús / Fresh Meat Budapest International Short Film Festival – Legjobb kisjátékfilm
- 15thJameson CineFest Miskolc International Filmfestival – Legjobb kisjátékfilm (CineNewWave-díj)
- 14thBusho – International Short Film Festival – Legjobb kisjátékfilm
- Malter Film Festival – Legjobb kisjátékfilm
- Slow Film Festival Eger – Legjobb kisjátékfilm

Szép Alak – 2016:
- Student Academy Awards – jelölt
- CILECT – International de Liaisondes Ecolesde Cinémaet de Télévision – 2.hely (fikció)
- Busan Film Festival – versenyben
- International Student Film Festival Opavský, Czech Republic – Legjobb kisjátékfilm
- MIFEC – International Film School Festival, Portugal – Legjobb rendezés
- International Film School Festival, Montevideo – Legjobb kisjátékfilm
- Sicilia Queer Film Festival – Közönségdíj
- Friss Hús/Fresh Meat: Közönségdíj
- KASHISH Mumbai International Queer Film Festival Mumbai, India – Special Jury Mention
- Figari Film Fest Olbia, Italy – Legjobb színésznő (Egyed Brigitta)
- PARK FILM FEST International Film Festival Teplice, Slovakia  – Legjobb kisjátékfilm
- Korea Queer Film Festival –  Special prize
- International Film School Festival, Montevideo Montevideo, Uruguay – Legjobb kisjátékfilm
- Vilnius Queer Festival "Kreivės"  – Legjobb kisjátékfilm
- Tels Quels Festival Brussels – Zsűri díj
- International Film Festival Etiuda&Anima  – Legjobb visegrádi ország operatőr (Nyoszoli Ákos)
- Out & Loud – Pune International Queer Film Festival Pune, India – Legjobb színésznő (Egyed Brigitta)

2ndFloor – 2014:
- Budapest International Documentary Festival – verseny
- Brussels Short Film Festival – Next Generation Festival válogatás
- Opavský páv International Student film festival – Fődíj
- Monterrey International Film Festival (Monterrey, Mexico) – verseny
- Hungarian Film week – verseny
- International Competition at Okiem Młodych International Documentary Film Festival in Świdnica. (Nemzetközi versenyprogram) – Közönségdíj
- 8th Central and Eastern European Film Festival “CinEast” (Luxembourg) – Közönségdíj
- 15th International Student Film Festival Pisek  (Pisek, Czech Republic) – Grand Prize + Award of Vladana Terčová PRIZE (founder of the festival; for the humanitarian efforts)
- CILECT – International de Liaison des Ecoles de Cinéma et de Télévision – 9. hely (dokumentumfilm)
- Tetouan Film Festival – International Festival of Film Schools (Tetouan, Morocco) – verseny
- Finno – Ugric Film Festival – verseny
- MakeDox – Creative Documentary Film Festival  (Skopje, Macedonia) – verseny

Még Szebbek – 2013:
- Okiem Młodych International Documentary Film Festival in Świdnica – verseny
- International Film Festival Zoom – verseny
- Studio 44 Film Festival (Stockholm, Sweden) – verseny